# Deifontes
Deifontes è un comune spagnolo di 2 476 abitanti situato nella comunità autonoma dell'Andalusia.